# Glow Up
Glow Up – singel polskiego zespołu muzycznego 2115 oraz polskiej piosenkarki Wersow. Utwór pochodzi z debiutanckiego albumu studyjnego 2115, Rodzinny biznes. Singel został wydany 29 grudnia 2022.
Nagranie otrzymało w Polsce status złotego singla, przekraczając liczbę 25 tysięcy sprzedanych kopii.

## Geneza utworu i historia wydania
Utwór napisali i skomponowali Borys Przybylski, Maciej Balcerzak, Patryk Stefański, Łukasz Drzemiński, natomiast za produkcję utworu odpowiadał Adam Wiśniewski.
Singel ukazał się w formacie digital download 29 grudnia 2022 w Polsce za pośrednictwem wytwórni płytowej 2115 Label. Piosenka została umieszczona na debiutanckim albumie studyjnym 2115 – Rodzinny biznes.

## Lista utworów
- Digital download[4]

1. „Glow Up” – 3:23

## Certyfikaty
| Kraj          | Certyfikat  | Sprzedaż |
| ------------- | ----------- | -------- |
| Polska (ZPAV) | złota płyta | 25 000+  |